# تتا پگاسوس
تتا پگاسوس یک ستاره است که در صورت فلکی اسب بالدار قرار دارد.